# Zildjian
Avedis Zildjian Company, ofta bara Zildjian, är världens största tillverkare av cymbaler. Företaget härstammar från Konstantinopel, Turkiet och grundades redan 1623. Zildjian är därmed ett av de äldsta fortfarande verksamma företagen i världen. Mannen bakom var en armenier vid namn Avedis, som i efterhand tog efternamnet Zildjian, i det dåvarande Osmanska riket. Cymbalerna tillverkas numera i Norwell i Plymouth County, Massachusetts.

## Historia
Zildjian är armeniska och betyder "Cymbalmakaren". Namnet gavs på 1600-talet åt alkemisten Avedis från Konstantinopel. Under ett försök att framställa guld på konstgjord väg hade han blandat ihop en legering av koppar, tenn och silver. Något guld fick han aldrig fram, men Avedis upptäckte att legeringen hade fantastiska ljudegenskaper. Han bestämde sig för att sadla om och började tillverka cymbaler.
Avedis hade betydligt större framgång med sin nya verksamhet än med alkemin. Hans cymbaler spreds långt utanför Konstantinopel och formeln för den unika koppar-, tenn- och silverlegeringen lät han gå i arv till sina barn som behöll verksamheten inom familjen.
300 år senare hette familjens överhuvud återigen Avedis (Avedis den förstes sonsonsonsonsonsonsonsonsonson). Denne Avedis emigrerade 1908 till USA. När det var dags för honom att ta över familjeföretaget beslöt han att flytta över cymbaltillverkningen till det nya landet, närmare bestämt Boston. Avedis lärde känna de flesta av dåtidens berömda trummisar. Särskilt god vän blev han med Gene Krupa som bidrog med flera idéer som varit helt avgörande för allt modernt trumspel. Bland annat markerade Gene takten med sina cymbaler istället för med virveltrumman, vilket varit det vanliga fram till dess.
Genom sitt samarbete med alla dessa trummisar kom Zildjian att utveckla en mängd cymbaltyper som vi idag tar för givna. Ride-, crash-, hihat- och splash-cymbaler - allihop är från början uppfunna och namngivna av Avedis.
Zildjian har fortsatt utveckla nya cymbaltyper, tillverkningsmetoder och material. I sitt arbete tar de allmänt hjälp av professionella trummisar och percussionister. Grunden till Zildjians ställning som världsledande cymbaltillverkare är och förblir dock den gamle Avedis metallegering och ett hantverkskunnande som sträcker sig över fyra århundraden.

## Nuvarande Användare
Nedan följer ett urval av trummisar som idag använder sig av Zildjians cymbaler:
- Gavin Harrison - Porcupine Tree
- Ringo Starr - The Beatles
- Lars Ulrich - Metallica
- Taylor Hawkins - Foo Fighters
- Dennis Chambers - Santana
- Steve Gadd
- Tommy Lee - Motley Crue
- Travis Barker - Blink-182
- Tré Cool - Green Day
- Steve Jocz - Sum 41
- Simon Phillips
- Igor Cavalera - Sepultura
- Nick Menza - Megadeth
- Roger Taylor - Queen
- Matt Helders - Arctic Monkeys
- Adrian Young - No Doubt
- Eric Singer - Kiss
- Matt Sorum - Velvet Revolver, Camp Freddy
- Rob Bourdon - Linkin Park
- Levon Helm
- Yoshiki - X Japan
- Will Champion - Coldplay
- Dominic Howard - Muse
- Dave Grohl